# Córka Mistrala
Córka Mistrala – powieść amerykańskiej pisarki Judith Krantz.
Przesycona erotyzmem opowieść o trzech fascynująco pięknych kobietach (babce Maggy Lunel, córce Teddy Lunel i wnuczce Fauve Lunel) i o ich związku z genialnym malarzem Julianem Mistralem. Książka ukazuje barwny obraz środowiska malarzy z Montparnasse z lat dwudziestych XX w. (Picasso, Matisse) oraz świata mody w USA lat 40. i późniejszych.
W roku 1984 powieść doczekała się ekranizacji.